# 妮娜·威廉斯
妮娜‧威廉斯是鐵拳系列的主要核心人物之一，同時也是專屬遊戲《戰慄殺機》的女主角。劇場版（铁拳：血之复仇）配音員是田中敦子。

## 介紹
出身自愛爾蘭，從小與妹妹安娜跟著曾經是一流殺手的父親學習暗殺格鬥術合氣道。由於自己的天分，而讓她成為名響天下的最強「掃除者」。《鐵拳2》之後被冷凍，後來在《鐵拳6》被風間仁聘請為他的左右手，並以專屬特務身份領導鐵拳眾。
跟妹妹（安娜·威廉斯）的關係勢如水火，而安娜聽到妮娜加入了三島財閥後便投靠跟財閥為敵的G集團。被安娜憎恨的原因是父親偏愛天分較好的妮娜。

## 格鬥模式
以合氣道、骨法為主的暗殺格鬥術，同時，妮娜更精通各式武器以及槍械。

### 招式名稱
- 惡習難除（Bad Habit/Foul Kick）

正如其名，對敵人要害進行具有強烈痛楚的踢擊，使其造成損傷的招式。
- 象牙截割（Ivory Cutter）

飛向空中施展腳跟下壓踢後，連續施展旋踢。
- 關節掌握連環技（Submission Hold Combo）

碎步接近敵人後，施展關節技。
- 兔子迅雷踢（Rapid Kick）

施展過此招數後，便可以進行「兔子迅雷踢連環關節技」（Rapid Kick Submission Hold Combo）。
- 紡紗裁剪（Spinning Cutter）

於倒地中用雙手支撐身體，並將雙腿張開，可不斷攻擊周圍的敵人，同時靈敏爬起。
- 頭部一擊（Hesd Shot）

即俗稱的「爆頭」使用槍械對準敵人頭部開槍。

## 經歷

### 鐵拳1
為了暗殺三島平八而被送去參加大會，並在大會中遇上了安娜，暗殺平八失敗。

### 鐵拳2
為了與妹妹分出勝負，參加鐵拳2，暗殺一八失敗，被三島財閥捕獲並裝入實驗型冷凍艙。

### 鐵拳3
鐵拳2之後20年，因為鬥神的影響從冷凍艙中醒來，並失去記憶（實驗的後遺症），參加完大會後回復所有記憶。

### 鐵拳4
身為暗殺者的妮娜，接到了委託是暗殺拳擊手「史帝夫‧福克斯」，為了追殺他而參加鐵拳4，而史帝夫的真實身分正是自己的兒子，所以妮娜對他有特別的感情，後來委託人「マフィア」被逮捕，也失去暗殺史帝夫的理由。之後與安娜見面，回想起安娜是自己的妹妹，並出手攻擊安娜，兩人僵持不下，決定到鐵拳5一決勝負。

### 鐵拳5
妮娜在鐵拳5的結局是與安娜一同拍攝電影，妮娜落敗，而安娜接受劇組人員的擦汗，妮娜離开拍片現場時按下手上的炸彈引爆開關，將安娜炸飛。

### 鐵拳6
妮娜在鐵拳6的結局是在女廁抹口紅卻被安娜襲擊，兩人大打出手。最後，妮娜毫髮無傷的走出女廁，安娜則是倒在瓦礫堆裡，臉被妮娜用口紅塗鴉。

### 鐵拳：血之復仇
劇情一開始就被安娜埋伏，兩人在爆炸的公路上戰鬥，後來逃出安娜以及其部下的包圍網，返回三島財閥。
妮娜找到了世界首創萬能細胞「M細胞」的資訊並告訴風間仁，仁便要她到俄羅斯派出戰鬥機器人亞莉莎‧伯斯科諾維奇去找有關神谷真的線索。同時，亞莉莎的網路連線是由妮娜負責關閉或開啟。
在安娜來李超狼的家中射殺曉雨跟亞莉莎卻發現人已經逃走時，妮娜率領著三島財閥的人馬在客房中展開激戰，最後是平分秋色，但是妮娜因為精疲力竭而昏倒，安娜卻要求其屬下的醫護兵醫治妮娜，目的是「讓她充滿屈辱的活下去」。

### 鐵拳7
妮娜在風間仁失蹤後暫時接替了三島財閥社CEO的位置直到三島平八襲擊財閥掌權後不得已爲他工作，並被平八派往追捕風間仁，失敗後妮娜離開了三島財閥，並且因爲失敗而遭到鐵拳眾的追殺，遇到史蒂夫短暫交談後鐵拳眾趕到，妮娜扔出閃光彈隻身脫身。

### 戰慄殺機
在鐵拳1故事開始之前，妮娜接受了CIA以及MI6的共同委託，去調查犯罪組織「彗星組織」，該組織是由舊共產母體衍生而來，組織行動內容包括暗殺要人，走私軍火、恐怖攻擊等，活動相當多岐，這次的委託是要求妮娜潛入組織幹部拉娜‧雷的豪華客船「安菲特麗蒂」進行調查，所以妮娜與MI6的亞蘭、CIA的約翰共同潛入。
參加完「黑暗格鬥競技大會」的妮娜，被拉娜盯上被軟禁於客船中，此時，卻從亞蘭那逆傳來了約翰失踪的消息，身為「掃除者」的妮娜便展開了她的任務……

## 與安娜的敵對關係
妮娜與妹妹安娜是一對死對頭，但主要體現在相互競爭，鬥嘴和動手都非常絕情，但不會置對方於死地，這點在“鐵拳 戰慄殺機”中最後的結局交代得很清楚，兩人是親姐妹，關鍵時刻親情的本能不會讓他們互相殘殺。鐵拳5中，不論是妮娜還是安娜的劇情，戰勝對手後都不會殺死對方，只有嘴仗給人留下深刻印象。並非深仇大恨且血濃於水，不必到致死的地步。